# جيرسون روداس
جيرسون روداس (بالإسبانية: Gerson Rodas)‏ (6 يوليو 1990 في هندوراس - ) هو مدرب كرة قدم ولاعب كرة قدم هندوراسي في مركز الوسط. شارك مع منتخب هندوراس تحت 23 سنة لكرة القدم ومنتخب هندوراس لكرة القدم. أما مع النوادي، فقد لعب مع ريال إسبانيا.

## وصلات خارجية
- جيرسون روداس على موقع قاعدة بيانات كرة القدم.إي يو (الإنجليزية)
- جيرسون روداس على موقع ناشيونال فوتبول تيمز (الإنجليزية)
- جيرسون روداس على موقع Soccerway.com (الإنجليزية)